# Lago Fjallavatn

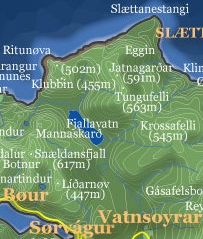
Localização de Fjallavatn na ilha de Vágar

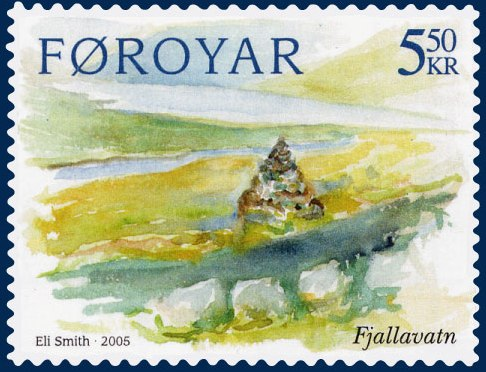
Fjallavatn representado num selo de 2005.

Fjallavatn é o segundo maior lago das Ilhas Faroés, com uma área de 1 km².
Situa-se no norte da ilha de Vágar, num vale remoto. Não existe nenhuma estrada, sendo apenas possível o acesso por um trilho pedestre. O caminho mais curto parte de Vatnsoyrar, em direcção a norte. A ausência de estradas e de outros elementos modernos conferem-lhe uma atmosfera tranquila, acentuada pelo murmurar das águas, pelas ondas e pelo canto dos pássaros.
O lago possui cerca de 2 km de comprimento e encontra-se ligado à costa do Atlântico Norte por uma queda de água de 80 m de altura, chamada Reipsáfoss.

## Lenda
Segundo a tradição, viviam duas bruxas junto ao lago Fjallavatn. Uma delas era velha e encontrava-se parcialmente paralisada. Num dia de sol, em que a bruxa usava um vestido vermelho, um homem vindo de Sorvagur passou ao seu lado, a cavalo. Ao ver o vestido, tirou-lho e afastou-se apressadamente para a vila de Midvagur. A bruxa velha gritou por socorro e a outra veio em seu auxílio, partindo em perseguição do ladrão. Apanhou-o e agarrou o vestido, que se acabou por rasgar. O homem ficou com uma manga. Estavam já perto da vila e via-se já a igreja. Assim, a bruxa ficou sem poderes e teve que regressar. Mas, a manga com que o homem ficou era tão grande que acabou por ser cortada em quatro partes e usada como pano dos altares das quatro igrejas de Vágar.